# دانيال لويد
دانيال لويد (بالإنجليزية: Daniel Lloyd)‏ هو مغن مؤلف بريطاني، ولد في 26 يوليو 1982 في Rhosllanerchrugog ‏ في المملكة المتحدة.

## وصلات خارجية
- دانيال لويد على موقع IMDb (الإنجليزية)
- دانيال لويد على موقع ميوزك برينز (الإنجليزية)
- دانيال لويد على موقع ديسكوغز (الإنجليزية)